# Krynki-Miklasy
Krynki-Miklasy – część wsi Krynki-Jarki w Polsce, położona w województwie podlaskim, w powiecie siemiatyckim, w gminie Grodzisk.
W latach 1975–1998 Krynki-Miklasy administracyjnie należały do województwa białostockiego.